# Mikael Antonsson
Mikael Antonsson (31 de mayo de 1981) es un futbolista sueco, actualmente jugando para el Bologna FC de la Serie A italiana. Se desempeña como defensa, generalmente de marcador central.

## Carrera
Inició su carrera en un equipo local de Suecia llamado AIK Sillhövda (1996) y después de dos años fue transferido a los campeones suecos IFK Göteborg. Jugó allí hasta el 2004 , cuando el Austria Viena lo compró por 450.000€. En enero del 2006, Panathinaikos FC lo trajo a Atenas al firmar un contrato de dos años. En el verano del 2007 se trasladó al FC Copenhague, los campeones daneses.
Antonsson comenzó la temporada 2010-2011 a un nivel de forma impresionante junto con su nuevo compañero, Sölvi Ottesen, lo cual hizo recordar a los aficionados de la anterior pareja titular de defensas centrales (Michael Gravgaard y Brede Hangeland).

En el 2011, Antonsson se fue al Bologna FC de la Serie A italiana en una transferencia libre.

## Clubes
| Club             | País      | Años            |
| ---------------- | --------- | --------------- |
| AIK Sillhövda    | Suecia    | 1995 - 1997     |
| IFK Göteborg     | Suecia    | 1997 - 2004     |
| Austria Viena    | Austria   | 2004 - 2006     |
| Panathinaikos FC | Grecia    | 2006 - 2007     |
| FC Copenhague    | Dinamarca | 2007 - 2011     |
| Bolonia FC       | Italia    | 2011 - 2014     |
| FC Copenhague    | Dinamarca | 2014 - Presente |

## Palmarés
Austria Viena
- Bundesliga: 2005-06
- Copa de Austria: 2005, 2006

FC Copenhague
- Superliga danesa: 2008-09, 2009-10, 2010-11
- Copa de Dinamarca: 2009